# Hans Naumann
Pour les articles homonymes, voir Naumann.
Hans Naumann (13 mai 1886 à Görlitz - 25 septembre 1951 à Bonn) est un philologue allemand, historien de la littérature et spécialiste du folklore germanique. 
Il participe en 1928 au premier cours universitaire de Davos, avec de nombreux autres intellectuels français et allemands.

## Publications
- (de) Grundzüge der deutschen Volkskunde, 1922
- (de) Deutsche Dichtung der Gegenwart, 1923
- (de) Germanischer Schicksalsglaube, 1934